# Tramp

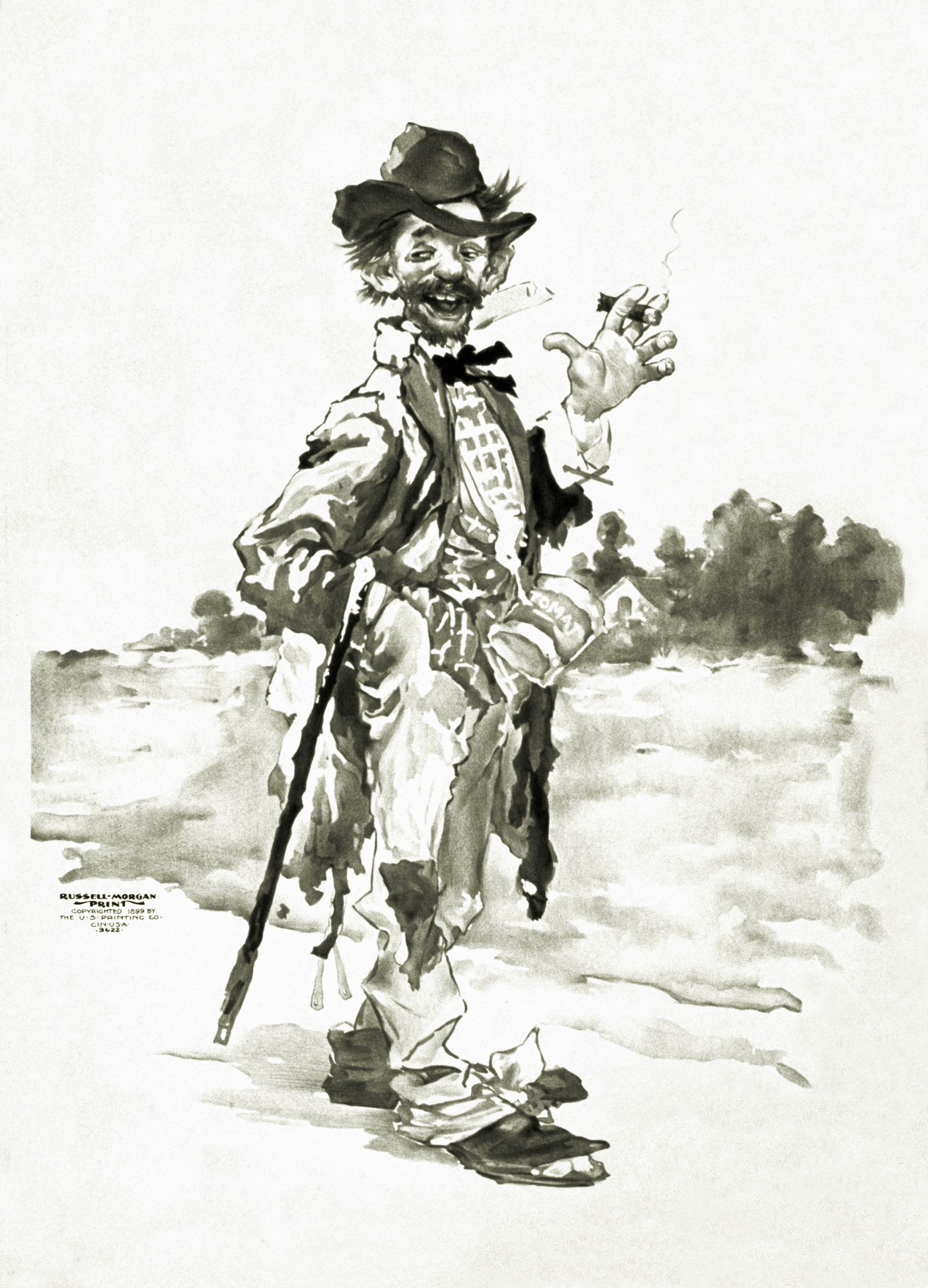
Eine romantisierende Darstellung eines Tramps in den Vereinigten Staaten 1899.

Der Tramp [Aussprache trɛmp] ist eine US-amerikanische Sozialfigur, die verwandt ist mit dem Hobo. Der Duden definiert den Begriff als „Landstreicher, umherziehender Gelegenheitsarbeiter, besonders in Nordamerika“.

## Wortgeschichte und Bedeutungen
Der Begriff Tramp stand früher für Wanderarbeiter oder Tagelöhner, der Ausdruck „to tramp“ bedeutete zunächst im Englischen so viel wie „wandern“. Das Wort wurde vom mittelniederdeutschen trampen ausgehend substantiviert, stammt ursprünglich vom protogermanischen *tremp- und ist im heutigen Deutsch noch mit trampeln verwandt.  Als Tramp wurde im Englischen seit den 1660er Jahren eine dauerhaft wandernde Person (Vagabund, Vagrant) bezeichnet; seit 1786 in der Bedeutung „langer mühsamer Fußmarsch“. Insbesondere im amerikanischen Bürgerkrieg, den Hungerjahren der 1840er Jahre in Nordeuropa wie der großen Hungersnot in Irland, die einen Emigrationsschub nach Nordamerika auslösten und zuletzt in der Großen Depression der 1930er Jahre fand der Begriff weitere Popularität.
Im Verständnis des beginnenden 20. Jahrhunderts sucht ein Tramp im Gegensatz zum Hobo aber meist keine feste Anstellung, sondern nur Gelegenheitsjobs. So wird von Gerd Stein unter Bezugnahme auf Robert Michels formuliert: „Im Gegensatz zu der verwandten Figur des Hobo ist der Tramp so definiert worden, daß er nicht wie jener wandert und arbeitet, sondern daß er wandert und träumt.“ Künstlerisch fand die Figur zunächst im Vaudeville der Vereinigten Staaten Verwendung. 
Literarischen Niederschlag fand die im Schienenverkehr agierende Figur u. a. in autobiografischen Darstellungen Jack Londons (Abenteurer des Schienenstranges (1907)). Im Jahr 1908 erschien William Henry Davies’ Supertramp. Autobiographie eines Vagabunden auf deren Titel der Bandname der Musikgruppe Supertramp zurückgeht.
Als wohl berühmteste Verkörperung der fiktiven Figur im Film gilt diejenige, die Charlie Chaplin erfand und in zahlreichen Filmen wie Der Tramp darstellte. Zunächst agierte die Figur noch schurkisch, jenseits ethischer Bindungen, später eher als Narrenfigur und zunehmend romantisch-humanitären Idealen verpflichtet, jedoch immer als Opfer des ihn umgebenden Sozialsystems.
Im sexuellen Kontext bezeichnet das Wort im Englischen seit 1922 auch promiskuitive Frauen. So wurde der Begriff diesbezüglich ambivalent-ironisch etwa von Rodgers und Hart im Songtitel The Lady Is a Tramp des Musicals Babes in Arms aufgegriffen.
Die heutige Bedeutung im Deutschen Tramper (substantiviert vom Verb trampen) ist zwar von trampen ‘wandern’ abgeleitet, bezeichnet aber seit der ersten Hälfte des 20. Jahrhunderts auch ‘beim Wandern ein Auto anhalten und um Mitfahrt bitten’, speziell auch ‘per Autostop, per Anhalter reisen’ und wurde in dieser Form seit den 1950er Jahren etabliert; ausgehend von Tramp in der zweiten Hälfte des 19. Jahrhunderts. Diese Begriffsetablierung gilt heute häufig als sogenannter „falscher Freund“, da diese Bedeutung nur im Deutschen existiert (vgl. Scheinanglizismus) und eher mit hitchhiker übersetzt werden sollte.